# Janice Deul
Janice Deul (Rotterdam, 1962) is een Nederlands lifestyle- en mode-journalist, columnist, auteur, tentoonstellingsmaker, spreker en activist.

## Biografie
Deul groeide tot haar zevende op in Wageningen en vervolgens in Alphen aan den Rijn. Ze studeerde Nederlandse taal- en letterkunde aan de Universiteit Leiden, waar ze in 1988 afstudeerde, en was lid van Studentenvereniging Quintus.
Deul is creatief directeur van Fashion for Good. Ze schreef columns voor Nederlandstalige websites als ModeMuze en hedendaagsesieraden.nl, voor het Leidsch Dagblad en (sinds 2003) voor Opzij. Ze was enige tijd eindredacteur van AM Magazine, een tijdschrift dat is opgericht door Annemarie van Gaal. Ze zet zich in voor een inclusief en veilig cultuur- en mediaklimaat, onder andere via haar inspiratieplatform 'Diversity Rules'. Ze publiceerde in 2023 het boek Keti Koti - Waarom we de afschaffing van de slavernij moeten herdenken en vieren.
Ze werkte mee aan de film The Fauxmosapiens (2018) van regisseur Robert Fox voor Maison the Faux, het modehuis dat in 2022 een Cultuurfonds Mode Stipendium won.
In februari 2015 gaf ze een presentatie voor TEDxLeiden met de titel Use the power of fashion for a more inclusive world ('Gebruik de macht/kracht van mode voor een inclusievere wereld').
Samen met Ninke Bloemberg en Anne-Karlijn van Kesteren cureerde Deul de modetentoonstelling Voices of Fashion: Black Couture, Beauty & Styles, die was te zien van 9 juni 2021 tot en met 15 augustus 2021 in het Centraal Museum in Utrecht. In 2021 gaf Deul de tweede Marjan Ungerlezing in het Rijksmuseum Amsterdam.
Haar boek Kan ik nog thuis zijn in dit land (2025) schreef ze als reactie op de uitslag van de Tweede Kamerverkiezingen in 2023, waarbij de Partij voor de Vrijheid (PVV) de grootste partij werd. Het boek is deels gebaseerd op gesprekken met "Afro-Nederlandse vrouwen zoals Dichter der Nederlanden Babs Gons, auteur Roline Redmond en antropoloog en psycholoog Aminata Cairo" en gaat ook in op de vertaling van het gedicht The hill we climb van Amanda Gorman door Zaïre Krieger.

## Boeken
| Jaar                | Titel                                                                            | Uitgever       | ISBN          | Notitie                   |
| ------------------- | -------------------------------------------------------------------------------- | -------------- | ------------- | ------------------------- |
| 2015 (14 september) | Little black hair book                                                           | De Boekfabriek | 9789490177249 | Samen met Sandra Sprott   |
| 2022 (1 september)  | Van concept tot cover - Op weg naar een inclusief modelandschap                  | nai010         | 9789462085480 | Samen met Charlotte Dwyer |
| 2023 (23 juni)      | Keti Koti - Waarom we de afschaffing van de slavernij moeten herdenken en vieren | Ambo/Anthos    | 9789026362798 | Over Keti Koti (1 juli)   |
| 2025 (11 juni)      | Kan ik nog thuis zijn in dit land                                                | Ambo/Anthos    | 9789026371172 |                           |

## Onderscheidingen
Deul werd in 2019 genomineerd voor de Black Achievement Award in de categorie 'Mens en Maatschappij'.
In 2020 werd zij genomineerd voor de Vrouw in de Media Award.
Ze is voorgedragen voor de Leidse Top 50 2022.

## Persoonlijk
Deul woont en werkt in Leiden en is getrouwd.